# USS Enterprise (1775)
Pour les autres navires du même nom, voir USS Enterprise.
L'USS Enterprise est un sloop de la Continental Navy qui a servi sur le lac Champlain durant la guerre d'indépendance des États-Unis. Il est le premier d'une longue et prestigieuse lignée de bateaux de l'United States Navy à porter le nom d'Enterprise.

## Construction et capture
L'Enterprise est à l'origine un sloop britannique nommé George, construit au Fort Saint-Jean (désormais Saint-Jean-sur-Richelieu) au Québec, Canada.
En mai 1775, une petite force américaine, sous le commandement du colonel Benedict Arnold, remonte la rivière Richelieu sur le Liberty (en), récemment capturé. Au matin du 18 mai, Arnold et 35 soldats s'emparent, sans perte humaine, du fort et du chantier naval de Saint-Jean, ainsi que du George, lancé depuis peu.
La goélette Royal Savage, en cours de construction, est aussi dans le chantier naval. Elle sera capturée par les Américains la même année.
Deux heures après le début du raid, les hommes d'Arnold s'enfuient avec le sloop. Ultérieurement équipé de 12 canons, il est rebaptisé Enterprise.

## Guerre d'indépendance des États-Unis
L'Enterprise est, pendant un temps, le plus important navire de guerre de l'escadre du lac Champlain – chargé du contrôle américain sur le lac au début de la guerre – et sert de navire amiral au colonel Arnold. 
Le contrôle du lac Champlain et du fleuve Hudson aurait permis aux Britanniques de couper une route vitale d'approvisionnement entre la Nouvelle-Angleterre et les Treize colonies. De plus les troupes britanniques auraient pu traverser le lac et attaquer Albany.
Le 28 août 1775, l'Enterprise et d'autres vaisseaux embarquent plus de 1 000 soldats pour une expédition contre Saint-Jean, Montréal, et Québec. Bien que Saint-Jean et Montréal soient tombés et que Québec soit assiégé, l'arrivée de renforts britanniques au printemps 1776 force les américains à battre en retraite du Canada. L'Enterprise et d'autres bateaux naviguent vers l'île aux Noix sur la rivière Richelieu où ils sont attendus, tandis qu'Arnold entreprend la reconstitution de la flotte au Fort Ticonderoga et à Skenesboro.
La guerre se poursuit lors de la bataille de l'île Valcour, le 11 octobre 1776, près de Plattsburgh, site que Arnold a choisi. Sensiblement inférieur en puissance de feu, une grande partie de la flotte de Arnold est coulée ou endommagée à la tombée de la nuit. Toutefois, il profite de la nuit pour éviter la flotte britannique et réussi à s'échapper vers Crown Point avec l' Enterprise et d'autres bateaux.
Une nouvelle bataille a lieu dans les jours suivants, entraînant la destruction du reste de la flotte américaine, à l'exception de cinq navires, dont l'Enterprise. Ils parviennent à fuir de Crown Point en se dirigeant vers Ticonderoga.
Avant la bataille de Saratoga et devant la progression des Anglais, l'Enterprise est un des cinq vaisseaux assignés au convoyage des barques utilisées lors de l'évacuation de Ticonderoga. La petite force américaine ne fait pas le poids devant la flotte britannique du lac Champlain et après que deux navires soient capturés, l'Enterprise ainsi que les deux derniers navires sont échoués et brûlés 7 juillet 1777 afin de prévenir leur prise.

## Sources
- (en) Cet article est partiellement ou en totalité issu de l’article de Wikipédia en anglais intitulé « USS Enterprise (1775) » (voir la liste des auteurs).